# 平和相互銀行事件
平和相互銀行事件（へいわそうごぎんこうじけん）は、1986年に発覚した平和相互銀行の不正経理事件である。

## 概要
鉄屑屋から身を起こし財を成した小宮山英蔵が創業した平和相互銀行は、飲食店や水商売の客向けに夜間まで窓口を開き、首都圏の駅前などに店舗を開設して、ピーク時には総店舗103店、資金量1兆1500億円、相互銀行界第6位に着けた。だが、その実態はファミリー企業に融資の形でカネをばらまく公私混同経営で、およそ100社以上に上ったグループ企業への融資の総計は6000億円を超えていた。
1970年11月、河井信太郎（元大阪高検検事長）からの紹介により、伊坂重昭（元東京地検特捜部検事）が平和相銀の顧問弁護士に就任する。伊坂は平和相銀に絡むトラブルを次々に処理して、英蔵からの信頼を勝ち得る。1979年6月に英蔵が死去すると、グループ後継の座を巡って英蔵の長男の小宮山英一（当時常務）、英蔵の実弟で社長の小宮山精一、英蔵の女婿の池田勉（当時副社長）の間で内紛が勃発した。伊坂はこの内紛に介入し、ついには平和相銀の全権を把握することになる。
下述の事件に絡み、伊坂と稲井田隆元社長らが特別背任罪に問われ、東京地検に逮捕された。裁判で稲井田は懲役3年。伊坂は最高裁で懲役3年6ヶ月の実刑判決が確定した。有罪確定によって伊坂は収監されたが、病気のため1999年8月に医療刑務所に移送。翌年4月7日には刑の執行が停止され、同月10日に73歳で死去した。
事件の露見により、平和相銀は住友銀行に救済合併され事実上消滅した。

### 不正経理
英蔵の「全国27ヶ所にゴルフ場チェーンをつくる」という構想のもとに設立された関連会社の太平洋クラブが、1973年3月から募集していた会員制レジャークラブの預かり保証金の償還請求期限が1983年3月から始まろうとしていた。しかし、経営不振から償還原資は無く、このまま保証金の償還ができなければ、信用不安が平和相銀にまで広がり、取り付け騒ぎが生じる恐れが出てきた。
1982年11月、伊坂らは、太平洋クラブの資産を売却し償還資金とすることを計画。同クラブが所有している神戸市内の山林、評価担保額にして42億円相当を売却することを決定した。まずA不動産会社を仲介料3億6000万円で仲介させ、B不動産会社とC土木会社に60億円で売却し、この土地購入資金としてB・C両社に総額116億2000万円の融資をした。つまり、42億円の価値しかない土地を60億円で取引するという話に平和相銀は116億円の融資をしたことになる。当然、この融資は不良債権化し平和相銀の経営を圧迫した。なお、この資金の大半は闇社会に流れたとされる。

### 馬毛島事件
1983年には、伊坂らは平和相銀が所有し持て余していた鹿児島県の無人島である馬毛島の土地をレーダー基地として防衛庁に売却することを計画。大物右翼の豊田一夫（日本青年連盟会長。三浦義一の門弟）に政界工作を依頼し総額20億円を提供した。この資金は20人近い自民党議員に渡ったとされるが、結局レーダー基地は建設されることはなかった。こうした一連の工作は、平和相銀の経営改善には何の効果も生み出さず、いたずらに資金流失を招いただけであった。

### 金屏風事件
伊坂ら平和相銀の実権派四人組は、1985年、全貸出金の過半を超える巨額の不良債権を抱える小宮山ファミリー企業の整理に着手。同年2月、ファミリー企業46社に「融資の担保として平和相銀の株式やその他の株式、小宮山家の土地や家屋を拠出せよ」との内容証明郵便を送付。422億円の借入金の担保として平和相銀株式の提供を迫った。太平洋クラブはこれに応じて株券を提出したが、英一は拒否した。しかし翌月に開催された平和相銀取締役会で、社長の稲井田が常務取締役兼本店営業部長の英一の解任を提案。あっという間に可決され、英一は非常勤取締役になり、伊坂の小宮山一族追放作戦を完了した。
この英一の解任にショックを受けたのが英蔵未亡人で、息子の英一を社長にするために英蔵の女婿の池田副社長と弟の精一社長の追放を伊坂に頼み、追い出したのにかかわらず、今度は自分たちが伊坂に切られた格好になってしまった。
しかし、未亡人は思い切った挙に出、1985年8月に小宮山家が所有していた銀行側から提出するよう求められていた経営権を握れる平和相銀の2163万株（全株式の33.5%）を旧東京川崎財閥系の資産管理会社「川崎定徳」社長・佐藤茂に85億円で売却した。この佐藤の平和相銀株の購入原資は、住友銀行系中堅商社イトマンの関連会社であるイトマンファイナンスから融資された。当時のイトマン社長は元住銀常務・河村良彦で、磯田一郎住銀会長の腹心であった。
伊坂は小宮山家の影響力を削いだ後、平和相銀をシティバンクに身売りする腹づもりであったが、平和相銀株は佐藤に渡ってしまった。株買戻しで焦る伊坂らに、大蔵省から天下り、平和相銀会長に就いていた田代一正が、日生劇場1階に店舗を構えていた八重洲画廊の真部俊生社長を紹介。真部は伊阪らに「『金蒔絵時代行列』という金屏風を平和相銀が購入し、裏金をつくれば、佐藤から株を買い戻せる」との話を持ちかけた。伊坂らは最初は疑心暗鬼であったが、佐藤と接触するうちに真部と佐藤はグルであると確信。また佐藤が当時の大蔵大臣であった竹下登とも懇意であることが分かり、実際は3、4億円の価値しかない金屏風の40億円で購入し、差額は大物政治家へ流す裏金という話を信じたのである。
株の買戻しの資金として、伊坂が実質的に経営していた経営コンサルタント会社に平和相銀が購入代金41億円を融資し、金屏風を購入した。にもかかわらず、株の買い戻しはできず、伊坂は騙されたと気づく。この後、裏金の分配先を記した真部メモの存在と、竹下の秘書の青木伊平がこの売買に関与していたことが明らかになり、政界に巨額の資金が流れたとされる疑惑が持ち上がった際には、竹下や福本邦雄の関与が取り沙汰された。

### 注
1. ↑  1994年8月22日死去。東京佐川急便事件では、稲川会会長が資金集めをしたゴルフ場の経営に一時参加していたことから、人脈に注目が集まった[10]。
2. ↑  1958年設立。1993年3月末、2回目の不渡り手形を出して倒産。負債総額約百億円[13]。